# Spathe de maïs

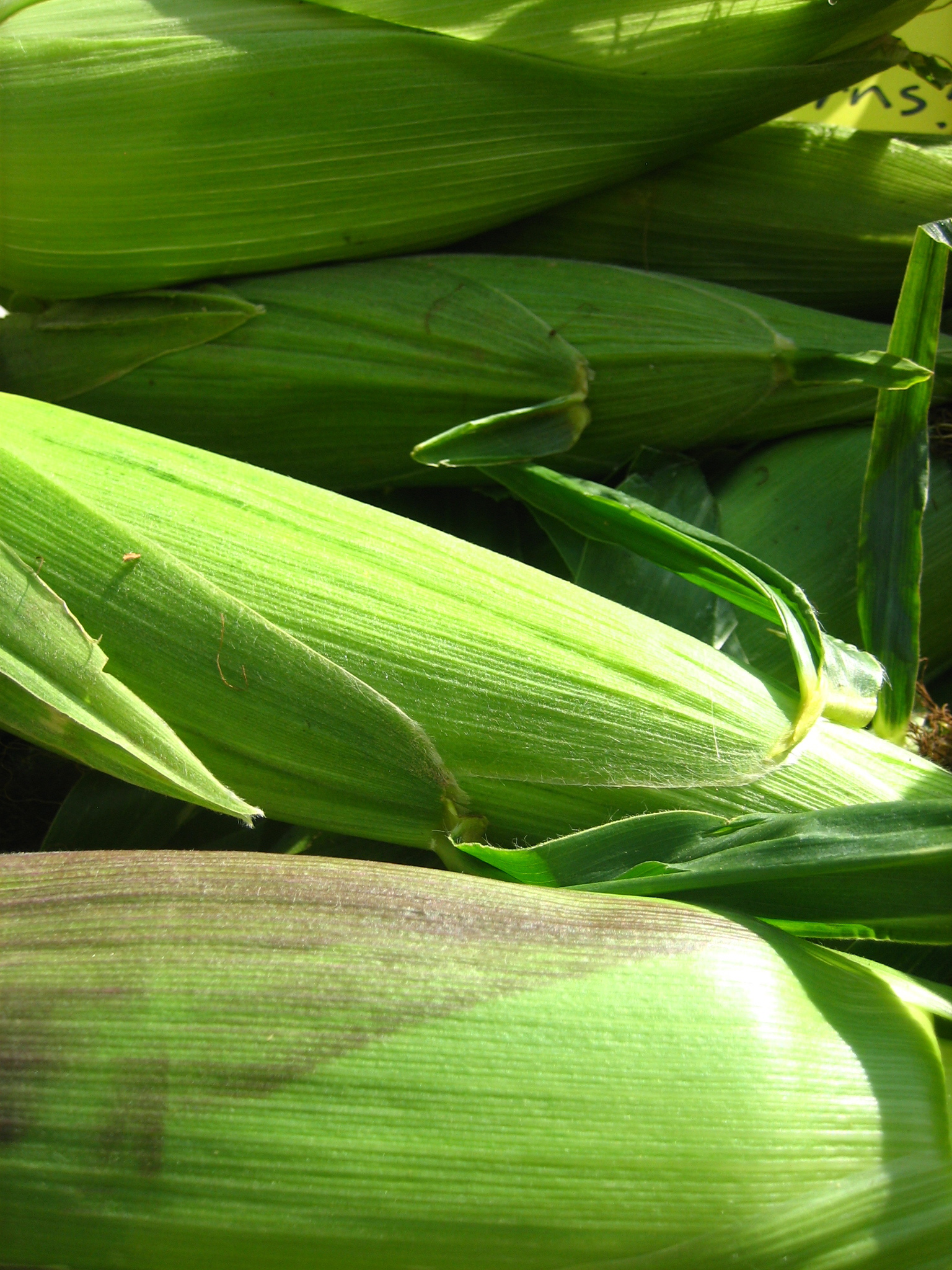
Spathes de maïs encore vertes autour d'épis.

Les spathes de maïs sont  des feuilles modifiées qui enveloppent et protègent l'épi du maïs (Zea mays subsp. mays). 
Ce sont  des feuilles particulières, au nombre de 10 à 20, aux nervures largement espacées, qui contribuent à la photosynthèse.
Elles naissent sur des entrenœuds très courts qui forment le « pédoncule » de l'inflorescence femelle, ou épi, du maïs, et sous-tendent des bourgeons non fonctionnels. À maturité, elle se dessèchent autour de l'épi et persistent jusqu'à la récolte.  

## Utilisation
Ces spathes constituent une partie des résidus de la culture du maïs-grain. Lorsque la récolte est effectuée à la moissonneuse-batteuse ou au corn-sheller, les spathes sont abandonnées au sol, comme les tiges feuillées et les rafles, au moment de la récolte. Elles sont ensuite enfouies et contribuent à restituer de la matière organique au sol. 

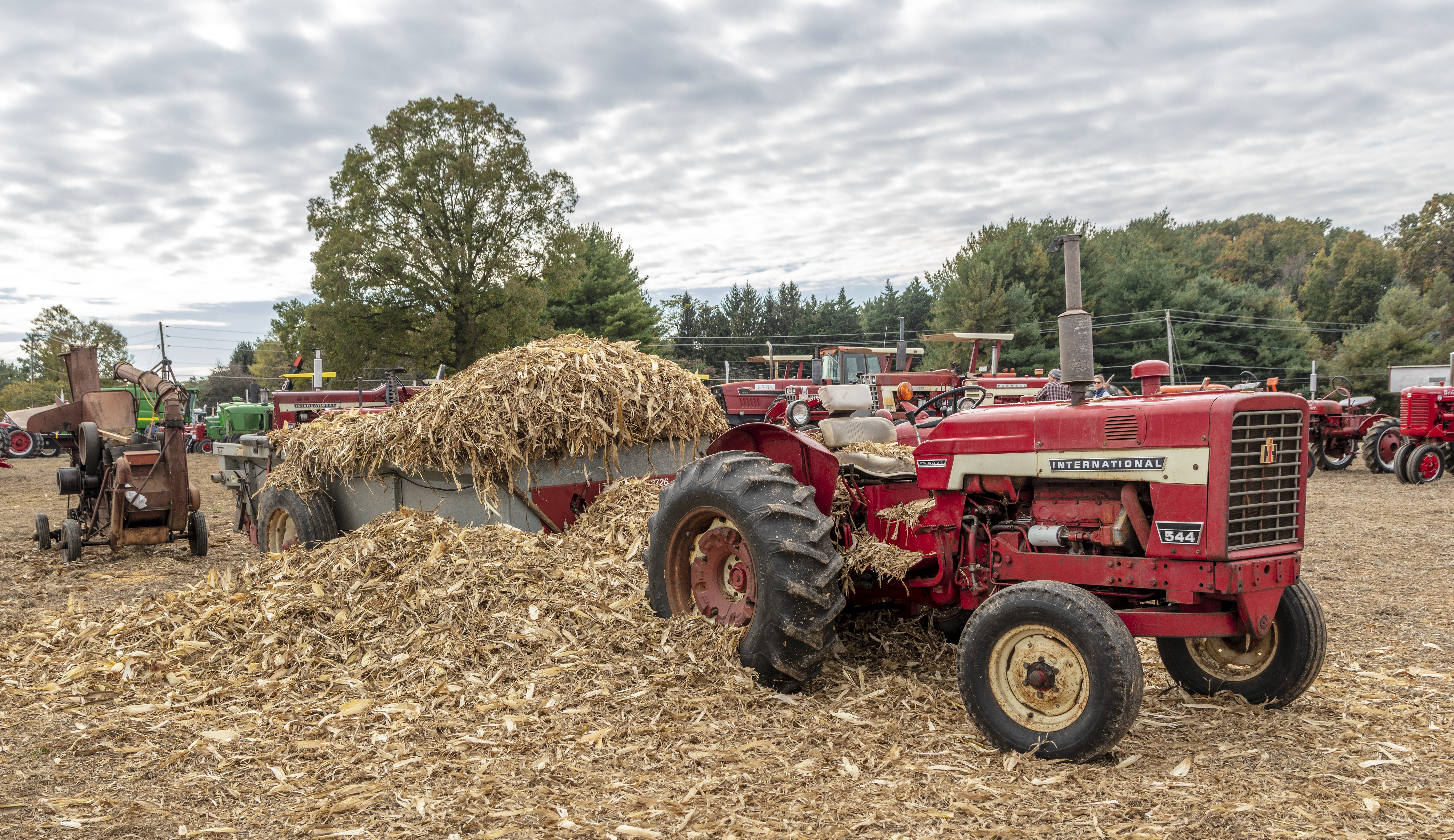
Tas de spathes après battage à poste fixe.

Lorsque le maïs est récolté en épis au corn-picker, ceux-ci sont ensuite séchés en cribs puis battus à poste fixe. Dans ce cas les spathes sont facilement récupérables. 
Les spathes de maïs peuvent avoir, lorsqu'elles sont récoltées, différents types d'utilisation :
- en cuisine, pour envelopper certaines denrées alimentaires, en particulier les tamales au Mexique.
- en artisanat, pour la fabrication de poupées et marionnettes.
- en décoration intérieure, pour rembourrer des coussins et matelas et fabriquer des fleurs décoratives.
- en médecine traditionnelle, pour soigner certaines affections.
- en alimentation animale, pour compléter la ration de certains animaux, notamment les ruminants[4].

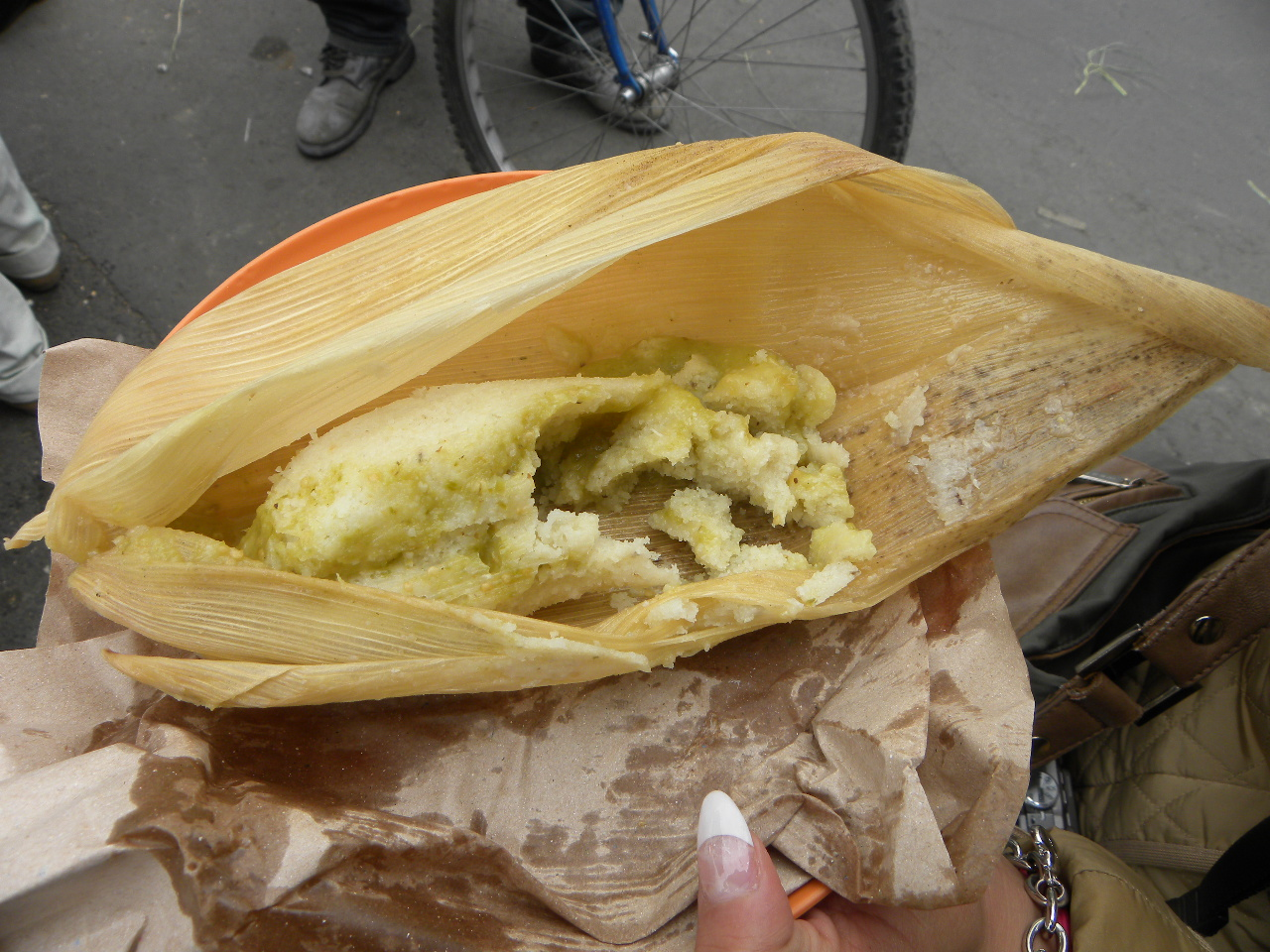
Tamal vert enveloppé dans une spathe de maïs.
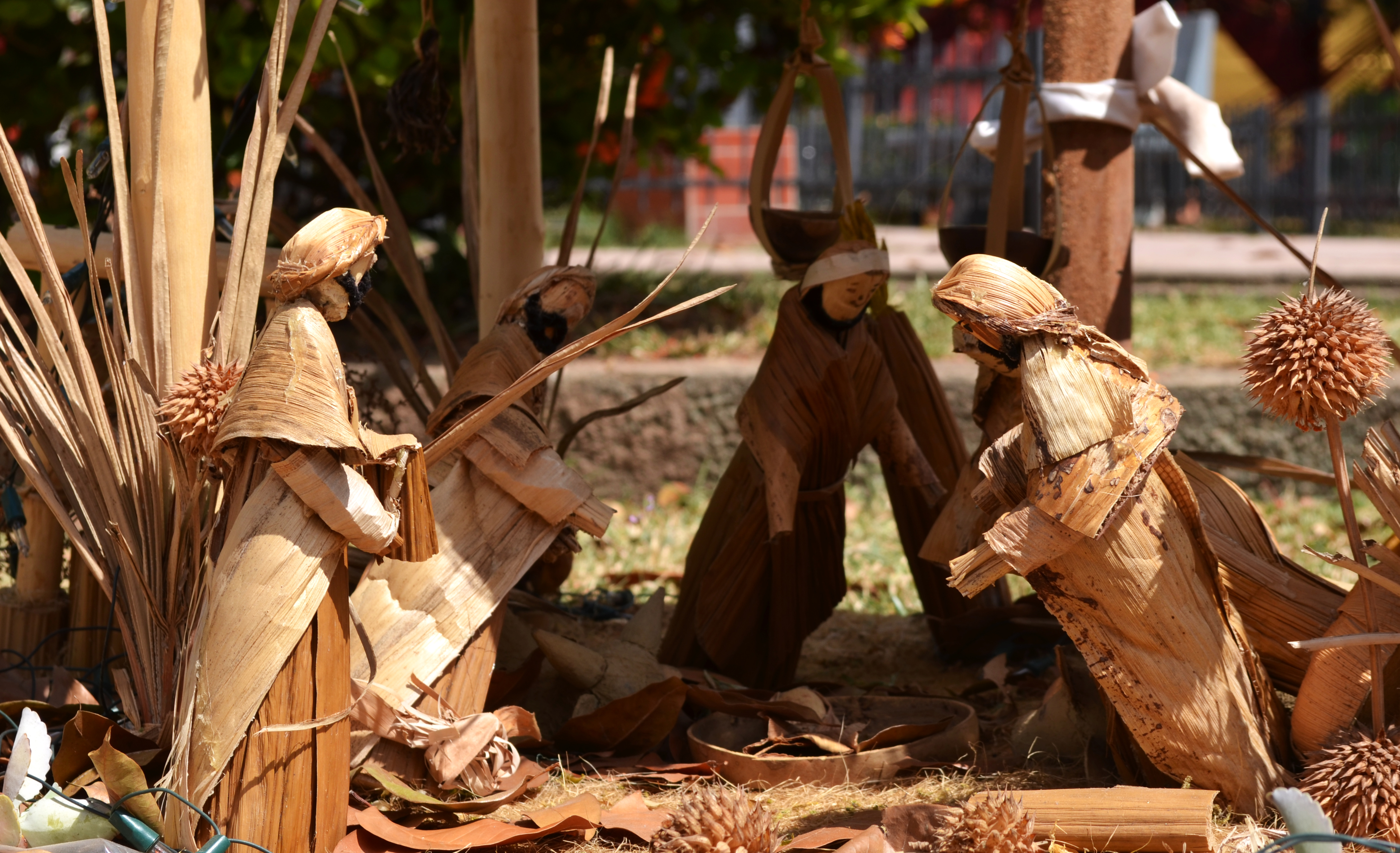
Nativité en poupées de spathes de maïs.
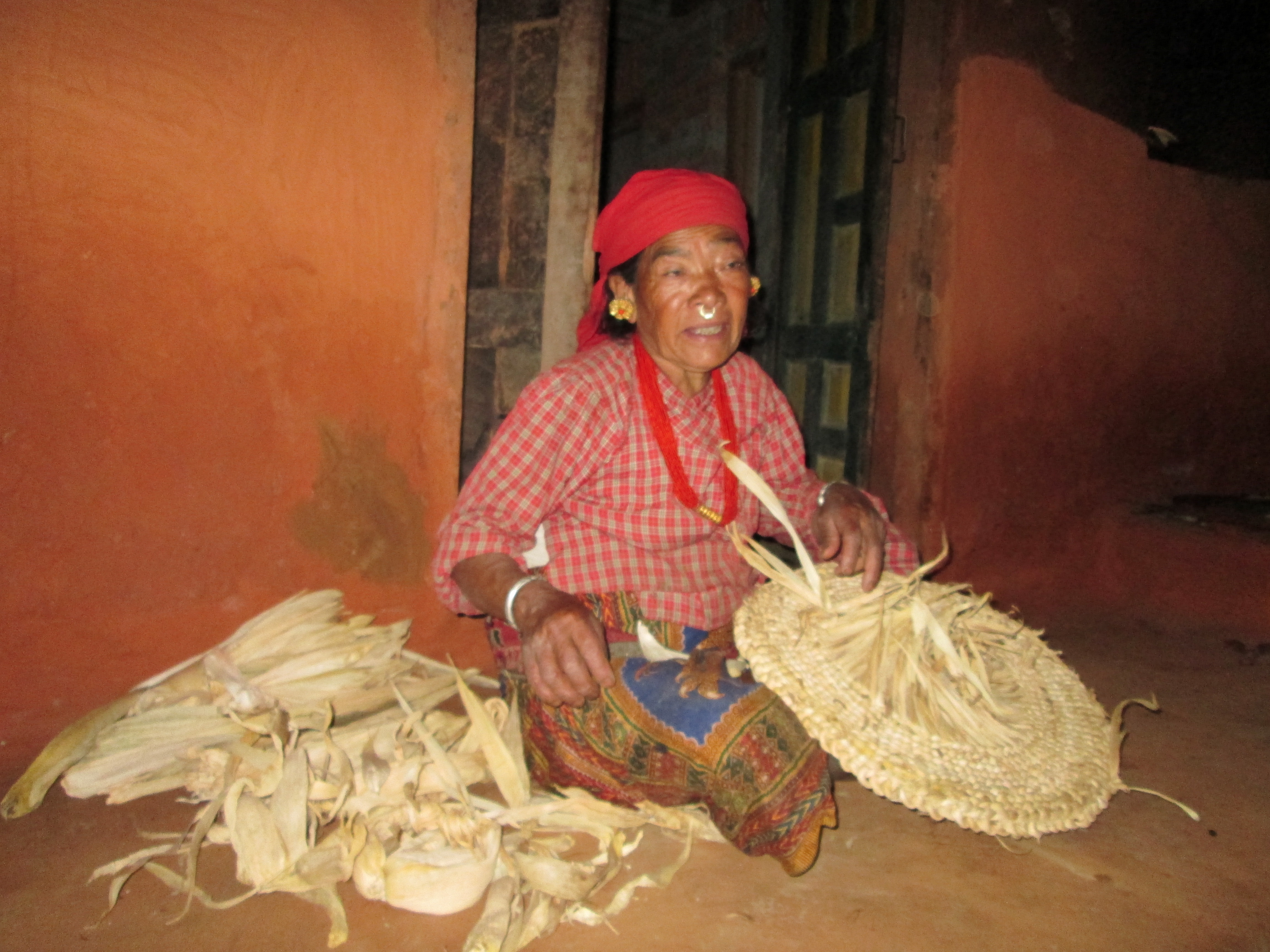
Tressage de spathes de maïs au Népal.

## Composition et valeur alimentaire
Les spathes de maïs, disponibles comme co-produit des usines de semences de maïs, peuvent être utilisée pour l'alimentation des ruminants. Leur valeur alimentaire est relativement médiocre, elles sont riches en matière sèche et pauvres en matières azotées et en calcium. Elles peuvent constituer la ration de base d'animaux à besoins modérés, comme les vaches allaitantes en fin ou en début de gestation, mais doivent être complémentées en azote et en énergie. Leur traitement à l'ammoniac anhydre, au taux de 2 % du poids sec permet d'améliorer l'apport en protéines ainsi que la digestibilité des glucides, tout en stabilisant le produit en limitant les risques de fermentation,. 
|                                  | sans traitement | avec 2 % d'ammoniac |
| -------------------------------- | --------------- | ------------------- |
| Matière sèche (%)                | 53              | 55                  |
| Matières minérales (% MS)        | 4               | 3                   |
| Matières azotées totales (% MS)  | 5               | 14                  |
| Azote soluble (% MS)             | 50 à 60         |                     |
| Azote ammoniacal (% azote total) | 10 à 30         |                     |
| Cellulose brute (% MS)           | 29              | 23                  |
| Calcium (g/kg MS)                | 0,8             | 0,8                 |
| Phosphore (g/kg MS)              | 1,9             | 1,9                 |
| UFL / UFV (/kg MS)               | 0,79 / 0,72     | 0,70 / 0,61         |
| PDIN (g/kg MS)                   | 31              | 60                  |
| PDIE (g/kg MS)                   | 73              | 68                  |